# Rudi Wendel
Rudi Wendel (* 1911 in Niederscheld; † 7. Oktober 2006) war ein deutscher Unternehmer.
Wendel hatte zwei Geschwister und erlernte in den Franck'schen Eisenwerken die Emaillier-Technik. Ab dem Jahre 1932 arbeitete er für das Unternehmen seines Vaters, Karl, die Dillenburger Wendel Email GmbH, die im selben Jahr am Dillenburger Güterbahnhof gegründet wurde. Er blieb bis zum Jahre 1997 in seiner Firma, deren Leitung er auch übernahm. 1934 heiratete er seine Ehefrau Paula, mit der er 72 Jahre lang verheiratet war.
Unter seiner Federführung fand vor allem die Entwicklung des Unternehmens nach dem Zweiten Weltkrieg statt. Das Unternehmen Wendel ist heute Weltmarktführer für Gusspuder-Email und hat Tochterfirmen in Spanien, Frankreich, Italien und Chile. Das Dillenburger Werk hatte zu Wendels Todeszeitpunkt im Jahre 2006 über 100 Mitarbeiter.
Rudi Wendel verstarb im Alter von 95 Jahren. Er hinterließ seine Ehefrau, zwei Söhne, eine Tochter, sieben Enkel und neun Urenkel.